# 箱根関所跡港
箱根関所跡港（はこねせきしょあとこう）は、神奈川県足柄下郡箱根町箱根にある芦ノ湖の港。
箱根遊船の運航する芦ノ湖遊覧船が発着する。芦ノ湖遊覧船の運航拠点であり、船舶をメンテナンスするためのドライドックを有する。
港に併設され、遊覧船のターミナルビルでもある「箱根関所 旅物語館」についても本ページで取り上げる。

## 箱根関所 旅物語館
伊豆箱根鉄道が運営する商業施設である。国道1号と芦ノ湖岸に挟まれた場所に位置し、道路沿いにはバスロータリーを兼ねた駐車場と、伊豆箱根バスの箱根関所跡バス停があり、小田原・熱海方面の路線バスが折り返す。
館内には土産物店やレストランのほか、芦ノ湖遊覧船の乗船券窓口がある。
なお、箱根関所跡港を含む芦ノ湖遊覧船の事業は2023年3月に富士急行へ譲渡されたが、箱根関所 旅物語館については引き続き伊豆箱根鉄道が運営している。

## 港周辺
- 箱根関所
- 箱根関所 旅物語館
- 伊豆箱根バス・箱根登山バス・東海バス 箱根関所跡バス停留所（停留所番号：155）
- 箱根駅伝ミュージアム
- 箱根海賊船箱根町港
- 箱根ホテル

## アクセス
- 伊豆箱根バス・箱根登山バス 熱海駅・湯河原駅・箱根湯本駅・小田原駅から発着している。

## 隣の港
箱根遊船
芦ノ湖遊覧船
箱根園港 → 箱根関所跡港 → 元箱根港